# К-150 «Томск»
К-150 «Томск» — российский атомный подводный ракетный крейсер проекта 949А «Антей», входящий в состав Тихоокеанского флота. В некоторых источниках лодка ошибочно называется К-442, К-526 или К-512.

## История строительства
Атомный подводный крейсер под заводским номером 663 заложен на производственном объединении «Севмаш» в городе Северодвинск 27 августа 1991 года. При строительстве присвоен тактический номер К-150.
Администрация Томской области взяла шефство над кораблём, в результате чего 13 апреля 1993 года ракетный крейсер получил имя «Томск».
АПЛ спущена на воду 20 июля 1996 года (по другим данным — 18 июля 1996 года), зачислена в состав 1-й флотилии подводных лодок Северного флота 17 марта 1997 года, а 9 октября 1998 года перечислена в состав Краснознамённого Тихоокеанского флота.

## История службы
В 1998 году во время перехода в Петропавловск-Камчатский по Северному Морскому пути подо льдами в составе экипажа находился епископ Петропавловский и Камчатский Игнатий (Пологрудов), являясь духовником и корабельным священником. Перевод на ТОФ осуществлял экипаж К-442 «Челябинск» (командир — капитан 1-го ранга Яркин С. В., старший на борту — командир 10-й ДиПЛ контр-адмирал Козлов И. Н.).
9 октября 1998 года вошел в состав 10 дивизии подводных лодок Тихоокеанского флота, с базированием на Вилючинск (посёлок Рыбачий, бухта Крашенинникова), Камчатский край.
Лето-осень 1999 года — совместное выполнение задач БС с К-141 «Курск» в Средиземном море. К-150 «Томск» шел под управлением экипажа К-186 «Омск» (командир — капитан 1-го ранга Дмитриев В. В., старший на борту — командир дивизии контр-адмирал Ковалевский Н. Г.). Несмотря на то, что 3-й флот ВМС США выделил на поиск и обнаружение российских ПЛАРК значительные силы, экипаж успешно выполнил все поставленные задачи. По завершении БС генерал армии Квашнин А. В. наградил каждого члена экипажа именными часами.
В 2001 году завоёваны два приза ГК ВМФ России.
С сентября по декабрь 2003 года выполнение боевого дежурства.
В 2003 году завоеван приз ГК ВМФ России.
В 2004 году выполнение задач БС, по итогам года экипаж завоевал два приза ГК ВМФ России.
В 2006 году завоеван приз ГК ВМФ России.
В 2007 году завоёваны очередные два приза ГК ВМФ России.
В ноябре 2008 года К-150 «Томск» прибыл в город Большой Камень на ДВЗ «Звезда» для восстановления технической готовности. В 2010 году переставлена к причальной стенке завода в связи с поломкой установки охлаждения на одном из реакторов. На время проведения ремонта готовность ПЛАРК обеспечивал 621-й экипаж.
Утром 16 сентября 2013 года на АПЛ «Томск» при выполнении работ по монтажу цистерны главного балласта возник пожар. В результате возгорания межкорпусного теплозвукоизоляционного материала в пространстве между лёгким и прочным корпусом подводная лодка частично утратила функциональность. Пострадало 15 военнослужащих, все они были направлены на лечение в военно-морской клинический госпиталь.
12 июня 2014 года лодка была спущена на воду после ремонта, и в декабре отправилась к месту постоянного базирования на Камчатке. 25 декабря «Томск» после ремонта вновь включён в боевой состав ТОФ.
26 октября 2015 году делегация из Томска посетила подшефный атомный подводный крейсер в Вилючинске на базе подводных сил Тихоокеанского флота. К концу декабря 2015 года, после успешного выполнения учебно-боевых задач, ПЛАРК К-150 «Томск» под командованием капитана 1-го ранга Романа Величенко вернулся в пункт постоянного базирования на Камчатке. Начальник штаба подводных сил КТОФ контр-адмирал Сергей Рекиш вручил экипажу переходящий кубок главнокомандующего Военно-Морским Флотом РФ за первое место в состязаниях между многоцелевыми подводными лодками по уничтожению кораблей условного противника с выполнением боевых стрельб крылатыми ракетами.
В 2016 году К-150 «Томск» занял первое место по результатам стрельб по уничтожению кораблей условного противника крылатыми ракетами между многоцелевыми подводными лодками. Также по итогам года экипаж «Томска» был удостоен переходящего кубка командующего Тихоокеанского флота за тактическую подготовку и переходящего кубка «Союза моряков-подводников ТОФ» за высокую профессиональную подготовку и боевую выучку.
12 июля 2017 года К-150 «Томск» из подводного положения в акватории Охотского моря провел удачный пуск сверхзвуковой крылатой ракеты «Гранит» по учебной береговой цели на полигоне Кура в Камчатском крае. 9 октября К-150 «Томск» в ходе совместной командно-штабной тренировки с флагманом Тихоокеанского флота Гвардейским ракетным крейсером «Варяг» по поражению судна-мишени из акватории Охотского моря на максимальную дальность, выполнила из подводного положения успешную стрельбу крылатой ракетой «Гранит» по заданной надводной цели. По итогам первенства 2017 года на переходящий приз Главнокомандующего Военно-Морским Флотом экипаж К-150 «Томск» был объявлен лучшим в нанесении удара крылатыми ракетами по морской цели.

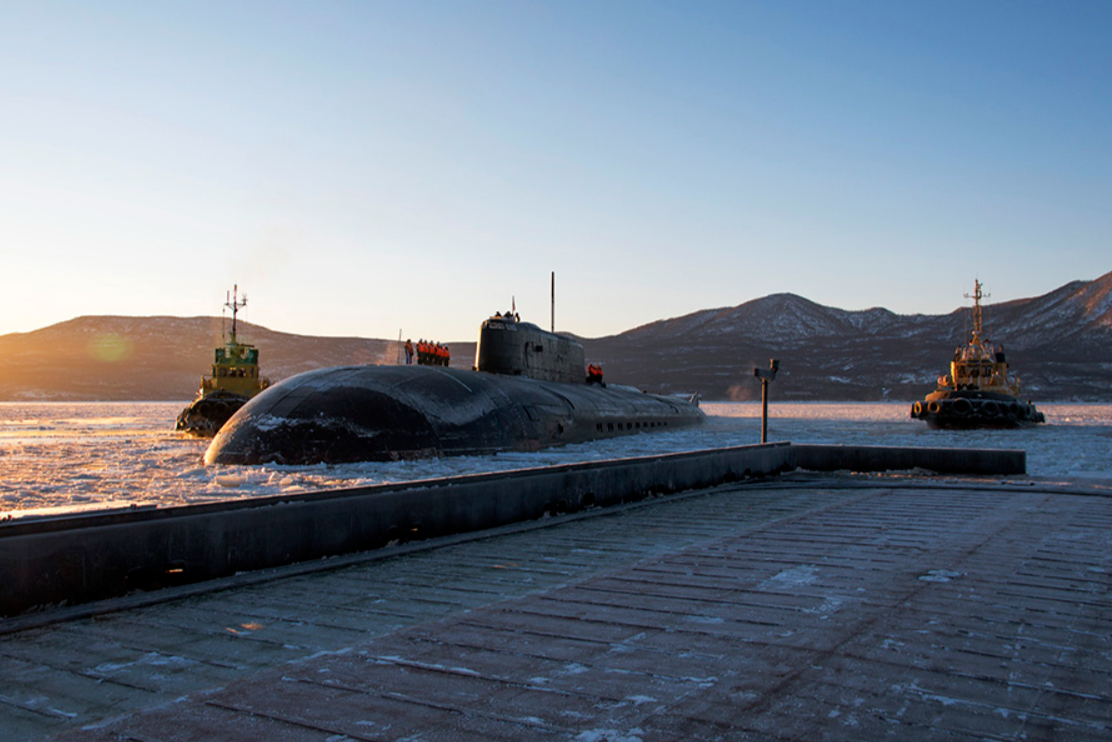
Возвращение АПЛ «Томск» на базу после боевого дежурства. Декабрь 2015 года

На сентябрь 2022 года К-150 «Томск» входил в состав 10-й дивизии подводных лодок 16-й Краснознамённой эскадры подводных лодок с базированием на Вилючинск, бухта Крашенинникова.
В конце 2022 года К-150 встал на ремонт и модернизацию по проекту 949АМ.

## Происшествия
Утром 16 сентября 2013 года при выполнении работ по монтажу цистерны главного балласта возник пожар. В результате возгорания межкорпусного теплозвукоизоляционного материала в пространстве между легким и прочным корпусом субмарина частично утратила функциональные характеристики. Пострадало 15 военнослужащих, все они направлены на лечение в военно-морской клинический госпиталь.

## Командиры
1. капитан 1-го ранга Антипин Вадим Георгиевич с 1991 г. по 1997 г
2. капитан 1-го ранга Цымбалюк Александр Иванович
3. капитан 1-го ранга Гришечкин, Владимир Владимирович с 2001 г. по 2003 г.
4. капитан 1-го ранга Черноус Вячеслав Михайлович
5. капитан 1-го ранга Екименко Андрей Анатольевич
6. капитан 1-го ранга Заренков Александр Олегович
7. капитан 1-го ранга Губин Иван Анатольевич
8. капитан 1-го ранга Шарыпов Денис Александрович с 2016 года